# حي أكتوبر (البريقة)
حي أكتوبر هو أحد أحياء مديرية البريقة في محافظة عدن اليمنية. يبلغ تعداد سكانه 4382 نسمة حسب التعداد السكاني في اليمن لعام 2004.